# Arthur Horseau
Arthur Horseau né le 5 mai 1993, est triathlète français, vainqueur sur Ironman et Ironman 70.3, il remporte, en 2023, l'édition de l'Embrunman en établissant un nouveau record de temps sur l'épreuve.

## Palmarès
Le tableau présente les résultats les plus significatifs (podium) obtenus sur le circuit international de triathlon depuis 2019.
| Année | Compétition                      | Pays    | Position           | Temps           |
| ----- | -------------------------------- | ------- | ------------------ | --------------- |
| 2023  | Ironman Lanzarote                | Espagne | Médaille d'or      | 8 h 22 min 30 s |
| 2023  | Embrunman                        | France  | Médaille d'or      | 9 h 14 min 9 s  |
| 2022  | Ironman France                   | France  | Médaille de bronze | 8 h 35 min 5 s  |
| 2021  | Ironman 70.3 Pays d'Aix          | France  | Médaille d'or      | 3 h 55 min 5 s  |
| 2019  | Ironman 70.3 Marrakech           | Maroc   | Médaille de bronze | 3 h 56 min 4 s  |
| 2019  | Ironman 70.3 Les Sables D'Olonne | France  | Médaille de bronze | 4 h 2 min 44 s  |